# Evangelische Kirche (Bärstadt)

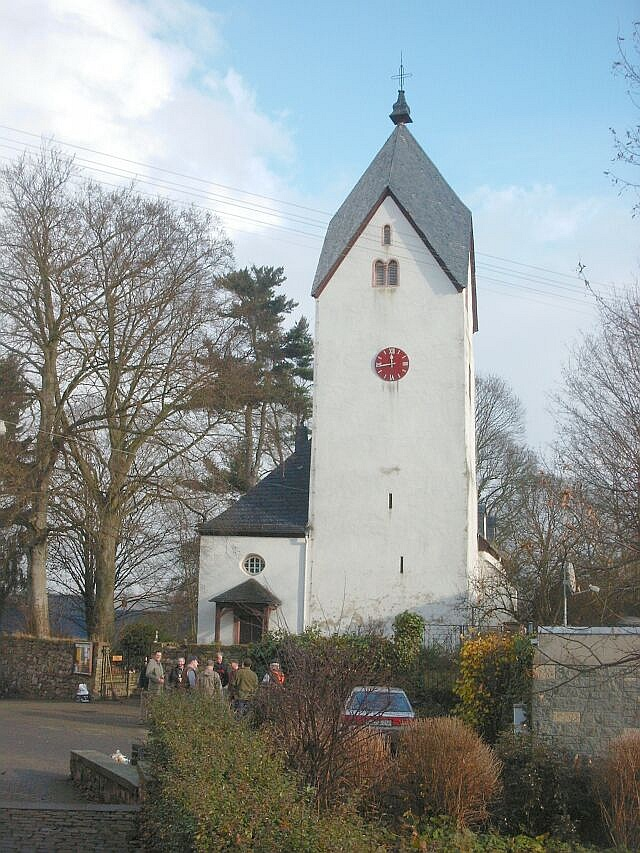
Evangelische Kirche (Bärstadt)

Die Evangelische Kirche (auch Martinskirche) ist ein denkmalgeschütztes Kirchengebäude in Bärstadt, einem Ortsteil der Gemeinde Schlangenbad im Rheingau-Taunus-Kreis (Hessen).

## Beschreibung
Die Kirche wurde 1190 erstmals erwähnt, war damals aber schon Sitz eines ausgedehnten Kirchspiels. Der Heilige Martin als Namenspatron deutet auf eine Gründung im 6. bis 8. Jahrhundert. Von der mittelalterlichen Kirche blieben die unteren Geschosse des Kirchturms im Südwesten des 1709–17 erbauten Kirchenschiffs, dessen Wände von Strebepfeilern gestützt werden, erhalten. Das Geschoss für die Turmuhr und die vier Giebel mit den Biforien als Klangarkaden, hinter denen sich der Glockenstuhl befindet, und das den Turm bedeckende Rhombendach entstanden erst später. Im Glockenstuhl hängen drei Kirchenglocken, zwei wurden 1468 gegossen, die dritte ist älter. 
Der mit vierseitig umlaufenden Emporen ausgestattete Innenraum ist mit einem flachen Tonnengewölbe überspannt. Das Taufbecken ist spätgotisch. Das Kruzifix, das jetzt an der Seitenwand steht, stammt aus der zweiten Hälfte des 18. Jahrhunderts. Die Orgel mit 22 Registern, zwei Manualen und Pedal wurde 1769–71 von der Orgelbauerfamilie Stumm gebaut und 1971 von Rudolf von Beckerath Orgelbau restauriert.
Die Disposition lautet:
| I Hauptwerk C–d3 |        |      |
| Principal        | 8′     | 1971 |
| Bourdon          | 8′     |      |
| Viola di Gamba   | 8′     |      |
| Octav            | 4′     |      |
| Sollicional      | 4'     |      |
| Floet            | 4′     |      |
| Quint            | 3′     |      |
| Superoctav       | 2′     |      |
| Tertz            | 1 3⁄5′ |      |
| Mixtur IV        | (1′)   |      |
| Trompet          | 8′     | B/D  |

| II Unterwerk C–d3 |            |      |
| Gedackt           | 8′         |      |
| Flaut Travers D   | 8′         | 1971 |
| Principal         | 4′         | 1971 |
| Floet             | 4′         |      |
| Octav             | 2′         |      |
| Quint             | 1 ⁄2′ – 3′ | D    |
| Trompet           | 8′         | D    |
| Vox Humana        | 8′         | 1971 |
| Tremulant         |            |      |

| Pedal C–d0 |     |      |
| Subbaß     | 16′ |      |
| Octavbaß   | 8′  |      |
| Posaune    | 16′ | 1971 |

Koppeln: Manualkoppel (Schiebekoppel), Pedal - Hauptwerk.